# Rute, Žrelec
Rute (nemško Kreuth) je naselje v Občini Žrelec v Okraju Celovec-dežela na Koroškem v Avstriji.